# Molophilus (Molophilus) cerberus
Molophilus (Molophilus) cerberus is een tweevleugelige uit de familie steltmuggen (Limoniidae). De soort komt voor in het Australaziatisch gebied.